# Розанівська сільська рада
Ро́занівська сільська́ ра́да — адміністративно-територіальна одиниця та орган місцевого самоврядування в Новобузькому районі Миколаївської області. Адміністративний центр — село Розанівка.

## Загальні відомості
- Населення ради: 457 осіб (станом на 2001 рік)

## Населені пункти
Сільській раді підпорядковані населені пункти:
- с. Розанівка
- с. Новоантонівка

## Склад ради
Рада складається з 12 депутатів та голови.
- Голова ради: Гаврилюк Микола Пилипович
- Секретар ради: Мак Наталія Іванівна

### Керівний склад попередніх скликань
| Прізвище, ім'я, по батькові | Основні відомості                                                         | Дата обрання | Дата звільнення |
| --------------------------- | ------------------------------------------------------------------------- | ------------ | --------------- |
| Літвін Світлана Павлівна    | Сільський голова, 1965 року народження, позапартійна                      | 26.03.2006   | 25.10.2006      |
| Гаврилюк Микола Пилипович   | Сільський голова, 1973 року народження, освіта вища, член Партії регіонів | 25.03.2007   | 31.10.2010      |
| Гаврилюк Микола Пилипович   | Сільський голова, 1973 року народження, освіта вища, член Партії регіонів | 31.10.2010   |                 |

Примітка: таблиця складена за даними сайту Верховної Ради України

### Депутати
За результатами місцевих виборів 2010 року депутатами ради стали:

#### За суб'єктами висування
| Суб'єкт висування                 | Кількість обраних депутатів | %    |
| --------------------------------- | --------------------------- | ---- |
| Партія регіонів                   | 9                           | 75   |
| Самовисування                     | 2                           | 16,7 |
| Політична партія «Сильна Україна» | 1                           | 8,3  |

#### За округами
| № округу                          | Прізвище, ім'я, по батькові | Дата визнання обраним | Освіта  | Партійна приналежність                  | Відомості про обраного депутата             |
| --------------------------------- | --------------------------- | --------------------- | ------- | --------------------------------------- | ------------------------------------------- |
| Партія регіонів                   |                             |                       |         |                                         |                                             |
| 1                                 | Помінчук Людмила Іванівна   | 03.11.2010            | середня | член Партії регіонів                    | приватний підприємець                       |
| 2                                 | Мак Наталя Іванівна         | 03.11.2010            | середня | член Партії регіонів                    | Розанівська сільська рада, секретар         |
| 3                                 | Савченко Віра Олександрівна | 03.11.2010            | середня | член Партії регіонів                    | Розанівська сільська рада, землевпорядник   |
| 7                                 | Медушенко Ольга Василівна   | 03.11.2010            | середня | член Партії регіонів                    | пенсіонер                                   |
| 8                                 | Войтків Лариса Василівна    | 03.11.2010            | середня | член Партії регіонів                    | Розанівський ДНЗ, завідувачка               |
| 9                                 | Савченко Сергій Григорович  | 03.11.2010            | вища    | член Партії регіонів                    | ТОВ «Розанівка», інженер                    |
| 10                                | Грицай Олександр Павлович   | 03.11.2010            | вища    | член Партії регіонів                    | Розанівська загальноосвітня школа, директор |
| 11                                | Кроха Віта Володимирівна    | 03.11.2010            | вища    | член Партії регіонів                    | Розанівська загальноосвітня школа, вчитель  |
| 12                                | Горват Іван Іванович        | 03.11.2010            | середня | член Партії регіонів                    | пенсіонер                                   |
| Політична партія «Сильна Україна» |                             |                       |         |                                         |                                             |
| 6                                 | Медушенко Жанна Павлівна    | 03.11.2010            | вища    | член Політичної партії «Сильна Україна» | Розанівська сільська рада, бухгалтер        |
| Самовисування                     |                             |                       |         |                                         |                                             |
| 4                                 | Дмитрюк Любов Миколаївна    | 03.11.2010            | середня | позапартійна                            | Розанівський ЦПСЗН, працівник               |
| 5                                 | Зайченко Наталя Миколаївна  | 03.11.2010            | вища    | позапартійна                            | тимчасово не працює                         |